# Communauté de communes des Quatre Rivières (Haute-Saône)
Ne doit pas être confondu avec Communauté de communes des Quatre Rivières (Haute-Savoie).
La communauté de communes des Quatre Rivières (CC4R) est une communauté de communes française située dans le département de la Haute-Saône, en Franche-Comté, dans la région administrative Bourgogne-Franche-Comté.

## Historique
L'intercommunalité, succédant au Syndicat intercommunal d'aménagement du Pays Dampierrois et Fresnois qui regroupait, depuis 15 ans, 44 communes des 2 cantons de Dampierre-sur-Salon et de Fresne-Saint-Mamès, a été créée par un arrêté préfectoral du 31 décembre 1996. Elle était alors constituée par 19 communes du canton de Dampierre-sur-Salon.
Après d'autres adhésions, l'intercommunalité est constituée, en 2016, de 37 communes du canton de Dampierre-sur-Salon et 5 communes du canton de Scey-sur-Saône-et-Saint-Albin, soit 42 communes.
En 2019, Seveux et Motey-sur-Saône fusionnent et forment la commune nouvelle de Seveux-Motey, réduisant à 41 le nombre de communes regroupées au sein de la CC4R.

## Toponymie
La communauté a pris dès l'origine son nom pour rappeler les quatre rivières qui drainent son territoire :
- la Saône ;
- le Salon ;
- le Vannon ;
- la Gourgeonne.

Elle l'a conservé bien qu'à la suite d'extensions de son territoire, la Romaine et la Vingeanne l'irriguent également.

## Territoire communautaire

### Géographie
Le territoire de la communauté de communes, situé à l'ouest de la Haute-Saône aux confins de la Bourgogne et de la Champagne et au sud de Gray, est irrigué par la Saône et cinq de ses affluents, le Salon, le Vannon, la Gourgeonne, la Romaine et la Vingeanne.

### Composition
La communauté de communes est composée des 41 communes suivantes :

| Nom                                         | Code Insee | Gentilé        | Superficie (km2) | Population (dernière pop. légale) | Densité (hab./km2) |
| ------------------------------------------- | ---------- | -------------- | ---------------- | --------------------------------- | ------------------ |
| Dampierre-sur-Salon (siège)                 | 70198      | Dampierrois    | 18,8             | 1 248 (2022)                      | 66                 |
| Achey                                       | 70003      | Achayots       | 7,05             | 70 (2022)                         | 9,9                |
| Argillières                                 | 70027      |                | 9,58             | 72 (2022)                         | 7,5                |
| Autet                                       | 70037      | Autetois       | 11,35            | 257 (2022)                        | 23                 |
| Beaujeu-Saint-Vallier-Pierrejux-et-Quitteur | 70058      |                | 35,12            | 922 (2022)                        | 26                 |
| Brotte-lès-Ray                              | 70099      |                | 5,06             | 66 (2022)                         | 13                 |
| Champlitte                                  | 70122      | Chanitois      | 128,9            | 1 601 (2022)                      | 12                 |
| Courtesoult-et-Gatey                        | 70183      |                | 10,17            | 59 (2022)                         | 5,8                |
| Delain                                      | 70201      | Delinois       | 12,2             | 190 (2022)                        | 16                 |
| Denèvre                                     | 70204      |                | 5,85             | 147 (2022)                        | 25                 |
| Fédry                                       | 70230      | Fédriziens     | 8,76             | 94 (2022)                         | 11                 |
| Ferrières-lès-Ray                           | 70231      |                | 4                | 39 (2022)                         | 9,8                |
| Fleurey-lès-Lavoncourt                      | 70237      | Fleuricourtois | 9,5              | 108 (2022)                        | 11                 |
| Fouvent-Saint-Andoche                       | 70247      |                | 34,7             | 201 (2022)                        | 5,8                |
| Framont                                     | 70252      | Framontois     | 11,73            | 181 (2022)                        | 15                 |
| Francourt                                   | 70251      | Francourtois   | 7,04             | 101 (2022)                        | 14                 |
| Grandecourt                                 | 70274      | Grandecourtois | 3,39             | 48 (2022)                         | 14                 |
| Larret                                      | 70297      |                | 5,58             | 63 (2022)                         | 11                 |
| Lavoncourt                                  | 70299      | Lavoncourtois  | 5,55             | 332 (2022)                        | 60                 |
| Membrey                                     | 70340      |                | 11,01            | 215 (2022)                        | 20                 |
| Mercey-sur-Saône                            | 70342      | Mercéens       | 7,69             | 130 (2022)                        | 17                 |
| Mont-Saint-Léger                            | 70369      | Montois        | 4,9              | 48 (2022)                         | 9,8                |
| Montot                                      | 70368      |                | 10,03            | 136 (2022)                        | 14                 |
| Montureux-et-Prantigny                      | 70371      |                | 12,18            | 191 (2022)                        | 16                 |
| Percey-le-Grand                             | 70406      | Echeniens      | 13,88            | 78 (2022)                         | 5,6                |
| Pierrecourt                                 | 70409      | Pierrecourtais | 15,6             | 107 (2022)                        | 6,9                |
| Ray-sur-Saône                               | 70438      | Raylois        | 7,88             | 211 (2022)                        | 27                 |
| Recologne                                   | 70440      |                | 1,15             | 32 (2022)                         | 28                 |
| Renaucourt                                  | 70442      |                | 6,14             | 116 (2022)                        | 19                 |
| Roche-et-Raucourt                           | 70448      | Rochois        | 13,38            | 154 (2022)                        | 12                 |
| Savoyeux                                    | 70481      | Saingobordiens | 6,14             | 195 (2022)                        | 32                 |
| Seveux-Motey                                | 70491      |                | 19,88            | 474 (2022)                        | 24                 |
| Theuley                                     | 70499      | Theulerots     | 7,5              | 101 (2022)                        | 13                 |
| Tincey-et-Pontrebeau                        | 70502      | Tincéens       | 6,95             | 82 (2022)                         | 12                 |
| Vaite                                       | 70511      |                | 9,39             | 229 (2022)                        | 24                 |
| Vanne                                       | 70520      |                | 9,72             | 126 (2022)                        | 13                 |
| Vauconcourt-Nervezain                       | 70525      | Vauconcourtois | 18,43            | 219 (2022)                        | 12                 |
| Vellexon-Queutrey-et-Vaudey                 | 70539      | Vellexonnais   | 24,98            | 476 (2022)                        | 19                 |
| Vereux                                      | 70546      |                | 9,02             | 204 (2022)                        | 23                 |
| Villers-Vaudey                              | 70568      |                | 5,55             | 57 (2022)                         | 10                 |
| Volon                                       | 70574      |                | 5,75             | 57 (2022)                         | 9,9                |

### Démographie
| 1968   | 1975   | 1982   | 1990  | 1999  | 2007   | 2012   | 2017  |
| ------ | ------ | ------ | ----- | ----- | ------ | ------ | ----- |
| 10 997 | 10 404 | 10 092 | 9 834 | 9 434 | 10 012 | 10 043 | 9 566 |

## Organisation

### Siège
Le siège de l'intercommunalité est à Dampierre-sur-Salon, 8 rue Jean-Mourey.

### Élus
La communauté de communes est gérée par un conseil communautaire composé, pour le mandat 2020-2026, de 60 membres et 36 suppléants représentant chacune des communes membres, répartis conformément aux dispositions de l'article L. 5211-6-1 du code général des collectivités territoriales en fonction de la population des communes membres, de la manière suivante : 
- 9 délégués pour Champlitte ;
- 6 délégués pour Dampierre-sur-Salon ;
- 5 délégués pour Beaujeu ; 
- 1 délégué ou son suppléant pour les autres communes.
Au terme des élections municipales de 2020 dans la Haute-Saône, le conseil communautaire renouvelé a élu en juillet 2020  son nouveau président, Dimitri Doussot, maire de Vauconcourt-Nervezain, ainsi que ses 4 vice-présidents, qui sont
1. Bruno Degrenand, maire de Montot ;
2. Patrice Colinet, maire de Champlitte ;
3. Frédéric Mauclair, conseiller municipal de Dampierre-sur-Salon ;
4. Alain Berthet, maire de Beaujeu-Saint-Vallier-Pierrejux-et-Quitteur .

Le bureau communautaire pour la mandature 2020-2026 est constitué du président, des 4 vice-présidents et de 13 autres membres.

### Liste des présidents
| Période       | Période                   | Identité         | Étiquette    | Qualité                                                                               |
| ------------- | ------------------------- | ---------------- | ------------ | ------------------------------------------------------------------------------------- |
| 1996          | avril 2014                | Charles Gauthier | DVD puis UMP | Maire de Vereux (1994 → 2014) Conseiller général de Dampierre-sur-Salon (1992 → 2015) |
| avril 2014,   | juillet 2020              | Michel Albin     | DVD          | Maire de Ray-sur-Saône (2008 → )                                                      |
| juillet 2020, | En cours (au 19 mai 2021) | Dimitri Doussot  | LR           | Juriste, attaché parlementaire Maire de Vauconcourt-Nervezain (2014 → )               |

### Compétences
L'intercommunalité exerce les compétences qui lui ont été transférées par les communes membres, dans les conditions fixées par le code général des collectivités territoriales. Il s'agit de :
- Aménagement de l'espace : schémas directeurs et schémas de secteur, les contrats ou programmes locaux de développement et d'aménagement rural (...), les contrats de rivières, les pôles touristiques, la charte du Pays Graylois, infrastructures de réseaux de télécommunication,  zones d'aménagement concerté (ZAC) à vocation économique et / ou touristique ainsi que des zones de développement éolien ;
- Développement  Economique : équipements et de services d'intérêt commun  à l'implantation d'entreprises artisanale,  industrielle, commerciale, tertiaire ou touristique,  ou actions de développement touristique, et notamment le développement du port de plaisance de Savoyeux ;
- Logement et cadre de vie : actions de développement de l’habitat et le cadre de vie, en particulier l’habitat des personnes défavorisées, procédures de type opération programmée d'amélioration de l'habitat (OPAH). et PIG, transport à la demande, collecte et traitement des ordures ménagères ;
- Viabilisation hivernale des voies communales et départementales ;
- Voirie d'intérêt communautaire (voies nouvelles des zones d'activité, ou desservant et/ou reliant les pôles d'activités économiques, et voies communales transférées à l'intercommunalité) ;
- Service petite enfance, centre de loisirs ;
- Ciné foyer ;
- École de musique ;
- Service gérontologique de proximité ;
- Études en matière d'eau et d'assainissement et gestion du service public d’assainissement non collectif (SPANC)[12].

### Régime fiscal et budget
La Communauté de communes est un établissement public de coopération intercommunale à fiscalité propre.
Afin de financer l'exercice de ses compétences, l'intercommunalité perçoit la fiscalité professionnelle unique (FPU) – qui a succédé à la taxe professionnelle unique (TPU) – et assure une péréquation de ressources entre les communes résidentielles et celles dotées de zones d'activité.
Afin de financer ce service, elle collecte également la redevance d'enlèvement des ordures ménagères (REOM).
L'intercommunalité reverse une dotation de solidarité communautaire (DSC) à ses communes membres.

## Projets et réalisations
Conformément aux dispositions légales, une communauté de communes a pour objet d'associer des « communes au sein d'un espace de solidarité, en vue de l'élaboration d'un projet commun de développement et d'aménagement de l'espace ».

### Environnement
La CC4R a signé en 2016 un « contrat de rivière » qui prévoit la réalisation de 50 actions majeures évaluées à 5,3 millions d'euros « dont une bonne partie des travaux financés à 80 % par les départements et Régions » indique le président de la CC4R et 450 000 euros en autofinancement.